# 8419 Terumikazumi
8419 Terumikazumi (1996 VK38) là một tiểu hành tinh vành đai chính được phát hiện ngày 7 tháng 11 năm 1996, bởi Seiji Ueda và H. Kaneda ở Kushiro.